# История почты и почтовых марок Нидерландов
История почты и почтовых марок Нидерландов описывает развитие почтовой связи в Королевстве Нидерландов, расположенном в Западной Европе по соседству с Северным морем (с севера и запада), Бельгией (на юге) и Германией (на востоке), со столицей в Амстердаме, и условно может подразделяться на домарочный период и период использования в обращении почтовых марок (с 1852). Нидерланды являются членом Всемирного почтового союза (с 1875).

## Развитие почты

### Ранняя история
Известная в истории почты европейская почтовая система Турн-и-Таксис имела испано-нидерландское происхождение. В 1500 году Францу фон Таксис был присвоен титул фр. capitaine et maistre des postes в Нидерландах и Бургундии. По договору, заключённому в 1504 году с королём Филиппом Красивым, Франц фон Таксис обязался учредить и содержать почту между Нидерландами и дворами императора и королей французского и испанского.
Почтовая династия Таксисов, основателем которой явился Иоганн Баптист фон Таксис, имела отдельные ветви, действовавшие в том числе и в Нидерландах и оказавшие большие услуги в деле развития почтовых сообщений. Основная ранняя почтовая линия почты Турн-и-Таксис пролегала по маршруту Брюссель — Вена — Италия.

### Дальнейшее развитие
Правительственная почта в Нидерландах впервые была установлена в 1752 году. В конце XIX — начале XX века Главное управление почт и телеграфов страны входило в состав Министерства торговли и путей сообщения. Почтовые операции велись почтовыми конторами (нидерл. postkantoren) и вспомогательными почтовыми местами (hulpkantoren).
В 1852 году были выпущены первые почтовые марки Нидерландов (см. ниже), которые гасились календарными штемпелями с названием города, датой (с указанием и без указания года) и с надписью нидерл. "Franko" («Франко»). В 1861 году почтовое ведомство ввело штамп со словом «франко» в прямоугольной рамке.
Нидерланды в числе первых государств подписали 9 октября 1874 года Всеобщую почтовую конвенцию. По данным о количестве и деятельности почтовых учреждений в 1894 году, в Нидерландах насчитывалось:
- 1288 почтовых учреждений, что составило одно почтовое учреждение на 25,8 км² и на 8738 жителей страны;
- 244 776 000 отправлений, включая:
  - 79 944 тыс. писем,
  - 36 792 тыс. открытых писем,
  - 118 276 тыс. произведений печати,
  - 3151 тыс. почтовых переводов и
  - 4518 тыс. посылок.

На одного жителя Нидерландов приходилось в среднем 6,8 почтового отправления. Превышение дохода почтовой администрации над расходами, в пересчёте на рубли Российской империи того времени, составило 121 000 рублей.
На вашингтонском конгрессе ВПС 1897 года Нидерланды присоединились к международному соглашению по пересылке периодических изданий. Почтовые переводы в Нидерландах пересылались служебным порядком непосредственно почтовым местом отправления в почтовое место назначения, которое и выплачивало деньги адресату на дому или вызывало его для получения денег повесткой. В Нидерландах также употреблялись почтовые боны (bons de poste) — почтовые переводы на небольшие определенные суммы, которые продавались в почтовых учреждениях по номинальной цене с надбавкой комиссионного сбора и в течение известного срока могли быть предъявлены для оплаты в любом почтовом учреждении страны, производившем соответствующие операции.
На лиссабонском конгрессе ВПС 1885 года Нидерланды вошли в число государств, которые заключили между собой соглашение о взаимных операциях почтовых поручений. В 1905 году эта страна подписала соглашение о взаимном обмене денежных почтовых переводов с Россией.
По густоте почтовой сети Нидерланды занимали в 1903 году пятое место в мире, имея одно почтовое учреждение 24,2 км².

## Выпуски почтовых марок

### Первые марки
Первые почтовые марки Нидерландов были выпущены 1 января 1852 года. Серия состояла из трёх почтовых марок без зубцов. На марках был изображён король Виллем III и была надпись нидерл. «Post Zegel» («Почтовая марка»). Интересно, что до 1867 года на марках не обозначалась их государственная принадлежность.
Почтовые марки номиналом 5 и 10 центов печатались до 1862—1863 годов, при этом тираж составил свыше 15 миллионов полных серий).

### Последующие выпуски
В мае 1864 года в обращение поступили почтовые марки тех же номиналов с зубцовкой и новыми рисунками.
В 1867 году были эмитированы новые почтовые марки шести различных номиналов, причём на всех марках цифры были двух типов. На марках этой серии было впервые обозначено название государства: «Nederland» («Нидерланды»). Вся серия известна в беззубцовом варианте.
До 1906 года почтовое ведомство выпускало только стандартные марки, причём в 1876 году вышли почтовые марки низких номиналов, рисунком которых являлась цифра номинала. Эта традиция существует до настоящего времени.
В 1906 году были выпущены первые благотворительные марки с доплатой в фонд борьбы с туберкулезом.
В 1907 году вышла первая серия памятных марок к 300-летию со дня рождения адмирала де Рюйтера, причём эти марки использовались только для оплаты пересылки внутренних почтовых отправлений.
В 1919—1923 годах в связи с повышением почтовых тарифов на нескольких почтовых марках была сделана надпечатка нового тарифа.
В 1923 году по причине забастовки типографских рабочих почтовые марки номиналом 5 и 10 центов были эмитированы без зубцов.
Открытию в сентябре 1924 года в Гааге Международной филателистической выставки был посвящён выпуск трёх стандартных марок в измененных цветах, которые гасились на выставке тремя различными специальными штемпелями.
В декабре 1924 года в обращение поступила серия марок с доплатой в фонд помощи детям, которая с тех пор выпускается ежегодно, кроме 1942—1944 годов, в ноябре—декабре.
Другой традиционно выпускаемой серией являются так называемые «летние марки» с доплатой на культурные цели, которые эмитируются с 1935 года с перерывом в 1942—1946 годах.
Одной из характерных особенностей почтовых марок Нидерландов являются зубцовки рулонных марок. У марок, выпускавшихся в рулонах по 500 и 1000 марок, а также и в листах (с 1926 года), на короткой стороне нет двух внешних и двух центральных отверстий. Перфорация такого вида появилась в 1925 году. В 1928 году такая зубцовка была введена со всех сторон почтовой марки. В 1930 году увидела свет новая зубцовка: на короткой стороне марки нет одного крайнего отверстия. С середины 1934 года особая зубцовка для рулонных марок была отменена.
В 1927 году нидерландская почта предприняла попытку ввести новую экспериментальную зубцовку, при которой на длинной стороне марки имеются две группы по три отверстия. Такая зубцовка была только у одной стандартной марки номиналом 7½ центов фиолетового цвета, выпущенной тиражом 3000 экземпляров.

### Вторая мировая война
Во время Второй мировой войны Нидерланды были оккупированы Германией. В стране было сформировано профашистское оккупационное правительство, и эмиссия почтовых марок была продолжена, при этом в обращении оставались почтовые марки прежних выпусков за исключением марок с портретом королевы. Был также выпущен ряд почтово-благотворительных марок.
В октябре 1940 года на почтовых марках низких номиналов стандартной серии была выполнена надпечатка новой стоимости.
В апреле 1941 года вышла новая стандартная серия, которая была изъята из обращения 30 июня 1948 года.
Вторая серия стандартных марок, выпущенных в период оккупации с изображением символов и портретов, была изъята из обращения 31 мая 1946 года.

#### Правительство Нидерландов в эмиграции
Когда в 1940 году Нидерланды были оккупированы германской армией, нидерландское правительство и королевская семья переехали в Лондон. В июне 1944 года базировавшимся в Лондоне правительством Нидерландов в изгнании были эмитированы марки, предназначенные для использования в почтовых отделениях на борту кораблей ВМС Нидерландов и нидерландских торговых судов. После освобождения страны эти знаки почтовой оплаты были дополнены дополнительно выпущенными марками ещё шести номиналов и находились в почтовом обращении на территории страны. Эти марки вышли из обращения 31 декабря 1947 года.

### Послевоенный период
Нидерланды были освобождены 5 мая 1945 года. Ранее выпущенные марки оставались в обращении до выпуска новой серии марок 1 апреля 1946 года. В эту серию входили марки, первоначально выпущенные правительством Нидерландов в изгнании в Великобритании в 1944 году для использования на борту кораблей ВМС Нидерландов, находящихся на службе у союзников.
Освобождение Нидерландов было отмечено выпуском почтовой марки с символическим рисунком в июле 1945 года.
Начиная с 1950 года, в первый день выпуска памятных серий стали применяться почтовые штемпеля первого дня.
Международной филателистической выставке «Амфилекс 1967» были посвящены три памятные марки с изображением первых нидерландских почтовых марок, выпущенные в листах по 10 экземпляров.
В 1970 году была выпущена серия почтовых марок, рисунки марок которой были выполнены компьютером.
Серия стандартных марок 1953 года выпуска неоднократно переиздавалась: почти все марки изготовлены на обычной и на флюоресцентной бумаге, а также с зубцовкой с двух и с трёх сторон.
В 1965 году вышел в обращение первый почтовый блок после окончания второй мировой войны. С тех пор ежегодно выпускаются почтовые блоки к серии «Для детей».
Время почтового обращения всех марок и почтовых блоков, эмитированных после 1 января 1968 года, неограничено.
С тех пор регулярно выходят выпуски почтовых марок, среди которых несколько продолжительных серий стандартных марок, множество памятных марок и регулярно выходящие почтово-благотворительные марки, выпуск которых стал отличительной чертой филателистической программы Нидерландов.

### Почтовые марки провинций
В 2002 году вышла серия из 12 провинциальных почтовых марок. Хотя в строгом смысле слова эти марки не являются марками местной почты, поскольку были действительны на всей территории Нидерландов, их можно было приобрести в почтовых отделениях на территории соответствующей провинции или в Филателистическом бюро Нидерландов.

### Надпечатки на почтовых марках Нидерландов
Первая надпечатка была сделана в декабре 1899 года на семи марках Нидерландов образца 1898 года для голландского владения в Юго-Восточной Азии — Голландской Ост-Индии. Надпечатаны были сокращенное название колонии нидерл. «NED.-INDIE» («Nederlands-Indië») и новые номиналы: 10, 12.5, 15, 20, 25, 50 центов («Ct.») и 2.50 гульдена. Имели хождение до 31 декабря 1907 года.
Последняя надпечатка выполнена 15 апреля 1977 года на одной из марок выпуска этого же года. На надпечатке надпись: «25 MEI’77» («25 мая 1977»), и сделана она в связи с выборами в парламент (Генеральные штаты Нидерландов), проходившими 25 мая 1977 года.
За весь период было произведено 102 каталогизированные надпечатки, из них 44 — по изменению номинала почтовой марки, 40 — по изменению типа марки — для франкирования служебной корреспонденции или использования в качестве доплатных марок, 14 — выпуски для собственных колоний, 2 — памятные и 2 — почтово-благотворительные.

## Другие виды почтовых марок

### Авиапочтовые
Авиапочтовые марки страны эмитируются с 1921 года. Также были выпущены несколько авиапочтовых марок, предназначенных для специальных полётов. Особый интерес у филателистов вызывают такие марки, погашенные на конвертах.

### Доплатные
Выпуск доплатных марок осуществляется с 1870 года. На них надпись: нидерл. «Te betalen» («Доплатить»). С 1852 года по 1963 год были выпущены 105 доплатных марок.

### Контроля выплаты переводов
В 1884 году вышла серия марок для контроля выплаты переводов. Эти марки оставались в обращении до 31 декабря 1899 года. Всего были выпущены 7 переводных марок.

### Для корреспонденции интернированных солдат
В 1916 году для почтовых отправлений интернированных в Нидерландах бельгийских солдат были выпущены две марки с символическими рисунками.

### Телеграфные
В 1877—1903 годах была эмитирована серия телеграфных марок, которые оставались в обращении до 31 декабря 1920 года.

### Расчётные посылочные
В 1923—1924 годах нидерландская почта выпустила расчётные посылочные марки. О существовании таких марок стало известно в 1925 году, когда на распродаже запасов гашеных марок почтового ведомства они попали в руки коллекционеров. Негашеных расчётных посылочных марок известно только несколько экземпляров.

### Марки нетонущей почты
В 1921 году была выпущена серия из семи марок для оплаты страхового сбора (так называемые марки нетонущей почты) за почтовые отправления, перевозимые на судах в непотопляемых ящиках. Сам почтовый тариф при этом оплачивался обычными почтовыми марками. Эти марки были изъяты из обращения в августе 1923 года.

### Служебные
В 1913—1918 годах в Нидерландах выпускались служебные марки, которые находились в обращении до октября 1919 года. Надпечатки на служебных марках, предназначавшимся для благотворительных учреждений: нидерл. «Armenwet» («Учреждение помощи бедным»).

### Марочные буклеты
Почта Нидерландов является энтузиастом выпуска марочных буклетов, напечатав их более 150 штук со времени издания первого буклета в 1902 году.
С сентября 1964 года почта Нидерландов начала выпуск почтовых марок в картонных обложках, реализация которых производится через почтовые автоматы. Марки для таких книжечек (буклетов) печатаются на обычной и флюоресцентной бумаге в различных сочетаниях и обычно не имеют зубцовки с одной или двух сторон.

### Марки печатающего автомата
С 1989 года в Нидерландах выпускаются почтовые марки печатающего автомата (с изменяемым номиналом).

## Предварительное гашение почтовых марок
В 1911—1919 годах нидерландская почтовая служба широко применяла предварительное гашение почтовых марок. Для этого использовался роликовый штемпель с названием города между двумя концентрическими окружностями, в центре которого стояли две последние цифры года. Известны штемпеля предварительного гашения с названиями 90 городов. Такие штемпеля обычно ставились на почтовые марки номиналом в ½ цента, реже в 1, 1½ и 2½ цента. Порой такие штемпеля встречаются на почтовых сберегательных карточках с почтовыми марками любых номиналов.

## Частные почты
Законодательство Нидерландов о почтовой связи допускает организацию частной почты, в связи с чем в 1969 году в ряде городов была создана частная почта, выпускающая собственные марки.

## Международный суд ООН
С 1934 года был выпущен ряд почтовых марок для использования Международным судом ООН в Гааге для оплаты служебной корреспонденции. На выпускавшихся в 1934—1947 годах почтовых марках Нидерландов делались надпечатки фр. «Cour permanente de justice internationale» («Постоянный международный суд»), а в 1947 году — «Cour international de justice» («Международный суд»). Марки с надпечаткой были изъяты из обращения в марте 1951 года, а с 1950 года выпускаются марки оригинальных рисунков, которые продаются только гашёными.

## Развитие филателии
Филателистическое движение в Нидерландах имеет давние традиции. Коллекционеры страны объединены в Нидерландское общество филателистов и неоднократно принимали участие в национальных и международных филателистических форумах и выставках. Так, в конце мая 1967 года Амстердам был хозяином 36-го конгресса Международной федерации филателии (ФИП), на котором Нидерландское общество филателистов оказало достойный приём участникам конгресса из различных стран, в том числе из Советского Союза. На этом конгрессе Всесоюзное общество филателистов (ВОФ) было единогласно принято в число членов ФИП. По возвращении советской делегации с конгресса председатель Общества Эрнст Кренкель сообщил о включении ВОФ в состав ФИП в одном из филателистических выпусков радиостанции «Маяк»:
Дорогие товарищи! Рад сообщить вам, что наше филателистическое Общество принято в ФИП и теперь является членом международной филателистической организации. <...>

Нидерландское общество филателистов приложило много сил, чтобы делегаты конгресса могли плодотворно поработать. Наши встречи с делегатами были полезны для обеих сторон, и, мы уверены, это является хорошим началом установления тесных филателистических связей с зарубежными друзьями.